# Costea (Coșbuc)
„Costea” este o poezie scrisă de George Coșbuc, publicată în 1893 în volumul Balade și idile.

## Legături externe
- Poezia „Costea” la wikisursă